# Giovanni Verga

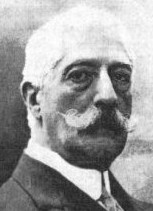
Giovanni Verga

Giovanni Verga (Catania, 2 september 1840 – Catania, 27 januari 1922) was een Italiaans schrijver en de belangrijkste exponent van het Italiaanse verisme en naturalisme.

## Leven en werk
Verga werd geboren in een welgestelde Siciliaanse familie. Hij groeide op met boeken uit de laat-romantiek, patriottische denkbeelden en gekunsteld taalgebruik. Reeds op zijn zestiende schreef hij zijn eerste roman, die echter niet werd gepubliceerd. Een studie rechten brak hij af om zich geheel aan de literatuur te wijden.
Zijn eerste voorzichtige faam als schrijver verwierf Verga met Una Peccatrice (1866), over een fatalistische, zelfvernietigende liefde. De briefroman Storia d'una capinera (1869) vertelt van een meisje dat werd gedwongen in het klooster te gaan en hoe het onderdrukken van haar liefdesgevoelens haar gek maakte. De liefdesromans Eva (1873), Tigre Reale (1875) en Eros (1875) spelen in de Florentijnse sfeer en preluderen reeds op Verga's latere veristische hoofdwerken, met name in de anti-romantische gedachtegang dat geld uiteindelijk altijd de diepste gevoelens van de mens beheerst. Ook zijn novelle Nedda (1874), over het ellendige bestaan van een Siciliaans meisje, kan in dat rijtje worden geplaatst. 
Na het bestuderen van de Franse naturalisten (Flaubert, Zola, Balzac) breekt de hoofdperiode van Verga's schrijverschap aan, beginnende met een reeks verhalen verzameld in Vita dei Campi (1880). Bekend werden met name zijn novellen La Lupa en Cavalleria Rusticana, later door Pietro Mascagni verwerkt tot opera. 
Verga's magnum opus is I Malavoglia (1881, De Leeglopers), het bewogen verhaal van een vissersfamilie die door een mislukte speculatie haar oudste zoon, een boot en haar huis verliest. Beroofd van haar hele bezit moet de familie ook nog de minachting van haar omgeving ondergaan. Het personage Ntoni, die rusteloos verlangt naar een zekere welstand maar zich daar onvoldoende voor inzet en zijn aspiraties ziet vervliegen, wordt wel beschouwd als de eerste echte 'moderne mens' in de Westerse literatuur. Nieuw in het boek is ook het uitvoerige gebruik van de monologue intérieur. I Malavoglia was oorspronkelijk bedoeld als eerste boek uit een nooit voltooide vijfdelige cyclus De overwonnenen, die de strijd om het bestaan op verschillende sociale niveaus moest aantonen.
Verga's volgende belangrijke roman, Mastro Don-Gesualdo (1889, Baas Don-Gesualdo), was het tweede werk in deze cyclus, en tevens de laatste. Het vertelt de geschiedenis van een Siciliaanse metselaar die rijk wordt en vervolgens zijn rijkdom aanwendt om de streek in zijn macht te krijgen. Hij sterft echter eenzaam en verlaten, feitelijk als mislukkeling.
In Verga's laatste verhalenbundel, Don Candelora e C. (1896), komt hij tot de conclusie dat het leven niets anders is dan toneel en dat iedereen met volle overtuiging daarin zijn rol speelt.
Na het grootste deel van zijn schrijversleven in Florence en Milaan te hebben gewoond keert Verga in 1897 weer terug naar Sicilië. Hij is teleurgesteld over het beperkte succes dat zijn toentertijd slecht begrepen werk kent en publiceert vanaf die tijd niets meer. Pas na zijn dood in 1922 wordt hij algemeen erkend als een der grootste schrijvers van de moderne tijd.

## Bibliografie

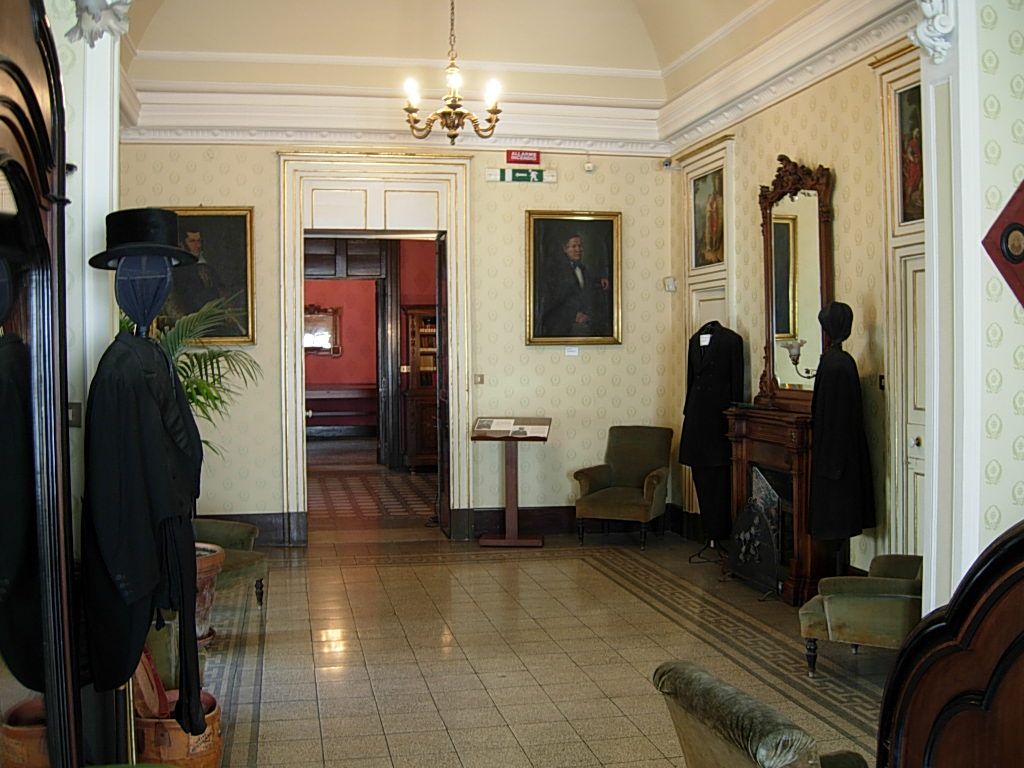
Verga-museum, Catania, in zijn oude woonhuis

### Romans
- Amore e Patria (1856-1857) (niet gepubliceerd tijdens zijn leven)
- I Carbonari della Montagna, (1861-1862)
- Una peccatrice, (1866)
- Storia di una capinera (1871)
- Eva  (1873)
- Eros (1875)
- Tigre reale, (1875)
- I Malavoglia, (1881) Nederlands: De leeglopers (Oude vertaling: Het huis bij de mispelboom)
- Il marito di Elena (1882)
- Mastro Don Gesualdo (1889) Nederlands: Baas Don Gesualdo
- Dal tuo al mio (1906)
- La duchessa di Leyra (onvoltooid)

### Novellen
- Nedda (1874)
- Primavera e altri racconti (1876)
- Rosso Malpelo, (1878)
- Vita dei campi (1880)
- Pane nero (1882)
- Novelle rusticane (1883)
- Per le vie (1883)
- Drammi intimi (1884)
- Vagabondaggio (1887)
- I ricordi del capitano d'Arce (1891)
- Don Candeloro e C. (1894)
- Una capanna e il tuo cuore (postuum, 1922)
- Libertà

Verga zette diverse van zijn werken ook om naar toneel. Diverse van zijn werken werden ook verfilmd.